# Sune (Forgotten Realms)
Sune è una divinità immaginaria appartenente all'ambientazione Forgotten Realms per il gioco di ruolo fantasy Dungeons & Dragons. È una divinità maggiore del pantheon faerûniano.
Il suo simbolo è rappresentato dal volto di una bellissima donna dai capelli rossi e la pelle d'avorio.
Sune è la Dea della bellezza e dell'Amore ed è la più bella fra tutte le dee. 
Ama e protegge tutto ciò che è bello ed evita chiunque sia orribile o maleducato.
È alleata con le divinità della gioia, della passione, della poesia, della giovinezza e della luna. Sebbene la sua stessa natura renda difficile che qualcuno le sia nemico, Sune prova antipatia per le divinità distruttive come Talos o Tempus che sono spesso causa della scomparsa di cose bellissime.
Viene servita da Llira.
Pur essendo Sune una divinità Caotica Buona, esiste un Ordine di Paladini a lei devoto i cui membri hanno, come tutti i paladini, allineamento legale buono.